# 郭言
郭言（9世纪？—893年），唐朝末年朱温麾下将领，祖籍太原，定居南阳新野。
郭言年轻时以耕种养亲，被乡里称道。唐僖宗广明年间，黄巢率军攻打长安，郭言被黄巢所擒。后跟随朱温赴汴州，开始为骑军，有战功，擢升为为裨校。性情刚直，有权谋，作战勇猛，有时把家财分给贫困的将士，于是深得士心。多次率兵与秦宗权在浚郊作战，每每以少击众获胜。朱温说他是自己的虎侯。秦宗权支党数十万，朱温军队不过数十旅，每每遗憾寡不敌众。一天，命郭言率领数千人，越过河、洛，至陕州、虢州，招募丁壮，以充实对伍。夏天前往冬天回来，得锐士万余人，升任为步军都将。从此随朱温掩袭秦宗权，斩获不可胜纪。秦宗权败北，朱温夺取其地。于是命郭言率兵疏导贡奉，安定邮传，自汴州、郑州至潼关，除奸恤弱，非常得法。光启年间，唐僖宗以朱温兼扬州节度使。朱温派遣幕吏李璠领兵赴扬州以制置为名，郭言为李璠前锋，深入淮南，击破盱眙而还。朱温东伐徐州、郓州，郭言率领偏师，略地千里；出奇决战，所向获捷。朱温为他加号“排阵斩斫”，表奏为宿州刺史、检校右仆射。与徐州、宿州兵锋相接，控扼侦逻，以郭言为首。唐昭宗景福二年（893年）正月，时溥大举来攻宿州，郭言率领精锐兵攻打时溥，杀伤甚众，徐州军退兵。郭言被流矢所中，一晚上就死了。